# Чемпионат России по лёгкой атлетике 1997
Чемпионат России по лёгкой атлетике 1997 года прошёл 7—10 июля в Туле на стадионе «Арсенал». Соревнования являлись отборочными в сборную России на чемпионат мира, прошедший 1—10 августа в Афинах, столице Греции. На протяжении 4 дней было разыграно 40 комплектов медалей.
В течение 1997 года в различных городах были проведены также чемпионаты России в отдельных дисциплинах лёгкой атлетики:
- 8—9 февраля — открытый зимний чемпионат России по спортивной ходьбе (Адлер)
- 14—15 февраля — открытый зимний чемпионат России по длинным метаниям (Адлер)
- 28 февраля — открытый чемпионат России по кроссу (Кисловодск)
- 30 марта — открытый чемпионат России по бегу по шоссе (Щёлково)
- 6 апреля — чемпионат России по бегу на 100 км (Москва)
- 10—11 мая — открытый чемпионат России по суточному бегу по стадиону (Москва)
- 18 мая — открытый чемпионат России по марафону (Москва)
- 21—22 мая — открытый чемпионат России по многоборьям (Краснодар)
- 23—24 августа — открытый чемпионат России по спортивной ходьбе (Чебоксары)
- 31 августа — чемпионат России по полумарафону (Москва)
- 6—7 сентября — чемпионат России по суточному бегу по шоссе (Санкт-Петербург)

## Медалисты

### Мужчины
| Дисциплина                          | Золото                                                                               | Золото             | Серебро                                                                                   | Серебро            | Бронза                                                                                  | Бронза             |
| ----------------------------------- | ------------------------------------------------------------------------------------ | ------------------ | ----------------------------------------------------------------------------------------- | ------------------ | --------------------------------------------------------------------------------------- | ------------------ |
| 100 м (ветер: +0,5 м/с)             | Андрей Федорив Москва                                                                | 10,19              | Александр Порхомовский Москва                                                             | 10,29              | Сергей Кононюк Московская область                                                       | 10,46              |
| 200 м (ветер: +0,5 м/с)             | Андрей Федорив Москва                                                                | 20,60              | Владимир Крылов Ульяновская область                                                       | 21,15              | Денис Николаев Санкт-Петербург                                                          | 21,29              |
| 400 м                               | Руслан Мащенко Воронежская область                                                   | 45,89              | Иннокентий Жаров Санкт-Петербург                                                          | 46,05              | Дмитрий Головастов Москва                                                               | 46,21              |
| 800 м                               | Сергей Кожевников Москва Рязанская область                                           | 1.48,99            | Олег Степанов Свердловская область                                                        | 1.49,14            | Андрей Логинов Москва                                                                   | 1.49,15            |
| 1500 м                              | Андрей Задорожный Ярославская область                                                | 3.48,07            | Вячеслав Шабунин Москва                                                                   | 3.48,41            | Сергей Бурымский Свердловская область                                                   | 3.50,86            |
| 5000 м                              | Сергей Дрыгин Москва                                                                 | 13.58,39           | Сергей Давыдов Чувашия                                                                    | 14.05,97           | Андрей Шалагин Москва                                                                   | 14.06,38           |
| 10 000 м                            | Фарид Хайруллин Москва                                                               | 29.06,35           | Павел Андреев Санкт-Петербург                                                             | 29.07,19           | Геннадий Панин Пензенская область                                                       | 29.10,29           |
| 3000 м с препятствиями              | Владимир Пронин Москва                                                               | 8.33,11            | Андрей Королёв Пензенская область                                                         | 8.34,75            | Алексей Горбунов Пермская область                                                       | 8.46,57            |
| 110 м с барьерами (ветер: −0,2 м/с) | Ярослав Фёдоров Тульская область                                                     | 13,77              | Владимир Шишкин Нижегородская область                                                     | 13,92              | Сергей Ветров Москва                                                                    | 13,92              |
| 400 м с барьерами                   | Владислав Ширяев Санкт-Петербург                                                     | 49,38              | Сергей Подрез Воронежская область                                                         | 50,50              | Андрей Боровиков Кемеровская область                                                    | 50,76              |
| Прыжок в высоту                     | Григорий Федорков Москва                                                             | 2,22 м             | Александр Курелюк Краснодарский край                                                      | 2,22 м             | Вячеслав Воронин Северная Осетия                                                        | 2,18 м             |
| Прыжок с шестом                     | Вадим Строгалёв Москва                                                               | 5,80 м             | Евгений Исаков Свердловская область                                                       | 5,55 м             | Пётр Бочкарёв Москва                                                                    | 5,45 м             |
| Прыжок в длину                      | Андрей Игнатов Краснодарский край                                                    | 8,12 м (+1,2 м/с)  | Станислав Тарасенко Краснодарский край Ростовская область                                 | 8,07 м (+0,4 м/с)  | Алексей Жуков Санкт-Петербург                                                           | 7,95 м (−0,1 м/с)  |
| Тройной прыжок                      | Андрей Куренной Москва Краснодарский край                                            | 17,44 м (+0,4 м/с) | Василий Соков Московская область                                                          | 17,36 м (+1,0 м/с) | Александр Аселедченко Ставропольский край                                               | 17,29 м (+0,9 м/с) |
| Толкание ядра                       | Вячеслав Лыхо Москва                                                                 | 19,55 м            | Павел Чумаченко Иркутская область                                                         | 19,04 м            | Дмитрий Латухин Санкт-Петербург                                                         | 18,64 м            |
| Метание диска                       | Александр Боричевский Санкт-Петербург                                                | 62,32 м            | Сергей Ляхов Москва                                                                       | 60,72 м            | Евгений Карпов Москва                                                                   | 60,60 м            |
| Метание молота                      | Василий Сидоренко Волгоградская область                                              | 80,28 м            | Илья Коновалов Курская область                                                            | 78,36 м            | Александр Селезнёв Смоленская область                                                   | 76,94 м            |
| Метание копья                       | Сергей Макаров Московская область                                                    | 83,56 м            | Андрей Моруев Москва                                                                      | 79,12 м            | Юрий Рыбин Липецкая область                                                             | 75,98 м            |
| Эстафета 4×100 м                    | Москва · Владимир Малявин · Алексей Фуртов · Александр Порхомовский · Андрей Федорив | 40,11              | Омская область Евгений Григорьев А. Пичугин Андрей Григорьев Станислав Москвин            | 40,60              | Санкт-Петербург · Антон Прокшин · Алексей Поляков · Денис Николаев · Дмитрий Михайлович | 40,93              |
| Эстафета 4×400 м                    | Москва · Дмитрий Бей · Борис Горбань · Дмитрий Бугаев · Дмитрий Головастов           | 3.06,00            | Санкт-Петербург · Иннокентий Жаров · Роман Рославцев · Даниил Шекин · Станислав Габидулин | 3.07,49            | Нижегородская область Всеволод Ворончихин Алексей Уразов Сергей Бабаев Дмитрий Буйнов   | 3.09,07            |

### Женщины
| Дисциплина                          | Золото                                                                                    | Золото             | Серебро                                                                             | Серебро            | Бронза                                                                                    | Бронза             |
| ----------------------------------- | ----------------------------------------------------------------------------------------- | ------------------ | ----------------------------------------------------------------------------------- | ------------------ | ----------------------------------------------------------------------------------------- | ------------------ |
| 100 м (ветер: +0,7 м/с)             | Екатерина Лещёва Волгоградская область                                                    | 11,25              | Галина Мальчугина Московская область                                                | 11,38              | Наталья Игнатова Брянская область                                                         | 11,41              |
| 200 м (ветер: +1,7 м/с)             | Екатерина Лещёва Волгоградская область                                                    | 22,69              | Наталья Воронова Москва                                                             | 22,74              | Ольга Повтарёва Ростовская область                                                        | 23,48              |
| 400 м                               | Татьяна Алексеева Новосибирская область                                                   | 49,98              | Татьяна Чебыкина Москва                                                             | 51,36              | Юлия Тарасенко Санкт-Петербург                                                            | 51,94              |
| 800 м                               | Любовь Цёма Москва                                                                        | 1.58,82            | Любовь Гурина Кировская область                                                     | 1.58,90            | Ольга Нелюбова Москва                                                                     | 1.59,29            |
| 1500 м                              | Светлана Мастеркова Москва                                                                | 4.03,61            | Маргарита Марусова Санкт-Петербург                                                  | 4.06,65            | Ольга Нелюбова Москва                                                                     | 4.07,54            |
| 5000 м                              | Елена Копытова Курганская область                                                         | 15.42,30           | Ольга Егорова Чувашия                                                               | 15.42,47           | Виктория Ненашева Санкт-Петербург                                                         | 15.43,98           |
| 10 000 м                            | Лидия Василевская Москва                                                                  | 32.12,53           | Людмила Петрова Чувашия                                                             | 32.14,39           | Ирина Тимофеева Самарская область                                                         | 32.24,70           |
| 2000 м с препятствиями              | Елена Моталова Самарская область                                                          | 6.22,43            | Марина Плужникова Нижегородская область                                             | 6.34,68            | Римма Ульянова Чувашия                                                                    | 6.36,66            |
| 100 м с барьерами (ветер: −1,2 м/с) | Юлия Граудынь Москва                                                                      | 13,12              | Татьяна Решетникова Санкт-Петербург                                                 | 13,14              | Татьяна Короева Северная Осетия                                                           | 13,58              |
| 400 м с барьерами                   | Екатерина Бахвалова Санкт-Петербург                                                       | 54,69              | Анна Кнороз Санкт-Петербург                                                         | 55,70              | Ольга Назарова Санкт-Петербург                                                            | 56,56              |
| Прыжок в высоту                     | Ольга Калитурина Москва Рязанская область                                                 | 1,96 м             | Елена Елесина Московская область                                                    | 1,94 м             | Виктория Фёдорова Санкт-Петербург                                                         | 1,94 м             |
| Прыжок с шестом                     | Светлана Абрамова Москва                                                                  | 4,00 м             | Галина Фёдорова Краснодарский край                                                  | 4,00 м             | Татьяна Губарёва Омская область                                                           | 4,00 м             |
| Прыжок в длину                      | Людмила Галкина Саратовская область                                                       | 6,98 м (−0,2 м/с)  | Елена Донькина Самарская область                                                    | 6,81 м (+1,1 м/с)  | Вера Оленченко Ростовская область                                                         | 6,70 м (−0,3 м/с)  |
| Тройной прыжок                      | Анна Бирюкова Москва                                                                      | 14,64 м (−0,6 м/с) | Елена Донькина Самарская область                                                    | 14,58 м (+0,3 м/с) | Наталья Каюкова Хабаровский край                                                          | 14,40 м (+0,6 м/с) |
| Толкание ядра                       | Ирина Худорошкина Московская область                                                      | 18,95 м            | Анна Романова Брянская область                                                      | 18,94 м            | Светлана Кривелёва Московская область                                                     | 18,84 м            |
| Метание диска                       | Лариса Короткевич Краснодарский край                                                      | 62,26 м            | Ирина Грачёва Москва                                                                | 57,62 м            | Валентина Иванова Волгоградская область                                                   | 57,22 м            |
| Метание молота                      | Ольга Кузенкова Смоленская область                                                        | 67,30 м            | Виктория Полянская Санкт-Петербург                                                  | 57,34 м            | Татьяна Константинова Смоленская область                                                  | 56,90 м            |
| Метание копья                       | Татьяна Шиколенко Краснодарский край                                                      | 62,06 м            | Екатерина Ивакина Ставропольский край                                               | 58,62 м            | Валерия Антонова Ростовская область                                                       | 56,34 м            |
| Эстафета 4×100 м                    | Брянская область Людмила Соколова Валентина Шевелёва Наталья Шевцова Наталья Игнатова     | 45,04              | Тульская область Татьяна Петрова Светлана Веселова Наталья Щербак Надежда Рощупкина | 45,84              | Московская область Татьяна Папилина Ольга Воронова Елена Мизера Надежда Лавыгина          | 46,17              |
| Эстафета 4×400 м                    | Санкт-Петербург · Анна Кнороз · Юлия Тарасенко · Екатерина Бахвалова · Екатерина Куликова | 3.29,36            | Москва · Наталья Назарова · Ирина Платонова · Любовь Цёма · Татьяна Чебыкина        | 3.30,51            | Санкт-Петербург · Марина Анисимова · Мария Синусова · Ольга Назарова · Светлана Бордукова | 3.32,65            |

## Открытый зимний чемпионат России по спортивной ходьбе
Открытый зимний чемпионат России по спортивной ходьбе 1997 прошёл 8—9 февраля в Адлере.

### Мужчины
| Дисциплина      | Золото                             | Золото  | Серебро                           | Серебро | Бронза                                | Бронза  |
| --------------- | ---------------------------------- | ------- | --------------------------------- | ------- | ------------------------------------- | ------- |
| Ходьба на 20 км | Владимир Андреев Чувашия           | 1:18.59 | Ришат Шафиков Челябинская область | 1:19.02 | Андрей Макаров Москва                 | 1:19.05 |
| Ходьба на 35 км | Николай Матюхин Московская область | 2:27.29 | Герман Скурыгин Удмуртия          | 2:27.55 | Андрей Плотников Владимирская область | 2:28.22 |

### Женщины
| Дисциплина      | Золото                  | Золото | Серебро                   | Серебро | Бронза                          | Бронза |
| --------------- | ----------------------- | ------ | ------------------------- | ------- | ------------------------------- | ------ |
| Ходьба на 10 км | Ирина Станкина Мордовия | 41.17  | Олимпиада Иванова Чувашия | 41.24   | Елена Сайко Челябинская область | 42.12  |

## Открытый зимний чемпионат России по длинным метаниям
Открытый зимний чемпионат России по длинным метаниям 1997 прошёл 14—15 февраля в Адлере.

### Мужчины
| Дисциплина     | Золото                         | Золото  | Серебро                                   | Серебро | Бронза                              | Бронза  |
| -------------- | ------------------------------ | ------- | ----------------------------------------- | ------- | ----------------------------------- | ------- |
| Метание диска  | Евгений Карпов Москва          | 60,24 м | Алексей Рыженко Москва                    | 58,64 м | Андрей Кузянин Москва               | 57,10 м |
| Метание молота | Илья Коновалов Курская область | 76,24 м | Александр Селезнёв Смоленская область     | 74,78 м | Вадим Херсонцев Санкт-Петербург     | 74,14 м |
| Метание копья  | Юрий Рыбин Липецкая область    | 81,74 м | Владимир Овчинников Волгоградская область | 77,60 м | Евгений Станкевич Самарская область | 73,70 м |

### Женщины
| Дисциплина     | Золото                                | Золото  | Серебро                              | Серебро | Бронза                                  | Бронза  |
| -------------- | ------------------------------------- | ------- | ------------------------------------ | ------- | --------------------------------------- | ------- |
| Метание диска  | Наталья Садова Нижегородская область  | 59,46 м | Антонина Патока Санкт-Петербург      | 56,22 м | Валентина Иванова Волгоградская область | 54,40 м |
| Метание молота | Ольга Кузенкова Смоленская область    | 66,40 м | Светлана Судак Белоруссия            | 63,30 м | Оксана Лобзова Москва                   | 59,00 м |
| Метание копья  | Екатерина Ивакина Ставропольский край | 62,10 м | Татьяна Шиколенко Краснодарский край | 61,30 м | Оксана Овчинникова Московская область   | 60,74 м |

## Открытый чемпионат России по кроссу
Открытый чемпионат России по кроссу состоялся 28 февраля 1997 года в Кисловодске, Ставропольский край.

### Мужчины
| Дисциплина  | Золото                 | Золото | Серебро                          | Серебро | Бронза                            | Бронза |
| ----------- | ---------------------- | ------ | -------------------------------- | ------- | --------------------------------- | ------ |
| Кросс 12 км | Сергей Федотов Бурятия | 36.09  | Владимир Епанов Пермская область | 36.11   | Геннадий Панин Пензенская область | 36.18  |

### Женщины
| Дисциплина | Золото                          | Золото | Серебро                     | Серебро | Бронза                       | Бронза |
| ---------- | ------------------------------- | ------ | --------------------------- | ------- | ---------------------------- | ------ |
| Кросс 6 км | Елена Баранова Пермская область | 19.53  | Елена Каледина Башкортостан | 19.57   | Алла Жиляева Курская область | 20.04  |

## Открытый чемпионат России по бегу по шоссе
Открытый чемпионат России по бегу по шоссе 1997 состоялся 30 марта в подмосковном городе Щёлково в рамках 28-го Пробега памяти Юрия Алексеевича Гагарина.

### Мужчины
| Дисциплина | Золото                                  | Золото  | Серебро                              | Серебро | Бронза                             | Бронза  |
| ---------- | --------------------------------------- | ------- | ------------------------------------ | ------- | ---------------------------------- | ------- |
| 10 км      | Семён Шустин Костромская область        | 29.46   | Дмитрий Максимов Костромская область | 30.03   | Геннадий Попов Воронежская область | 30.14   |
| 20 км      | Александр Крестьянинов Пермская область | 1:01.25 | Геннадий Панин Пензенская область    | 1:02.09 | Дмитрий Чаткин Кемеровская область | 1:02.11 |

### Женщины
| Дисциплина | Золото                                 | Золото  | Серебро                | Серебро | Бронза                           | Бронза  |
| ---------- | -------------------------------------- | ------- | ---------------------- | ------- | -------------------------------- | ------- |
| 10 км      | Людмила Бикташева Свердловская область | 34.00   | Любовь Салмина Чувашия | 34.33   | Разиля Криулина Башкортостан     | 34.36   |
| 20 км      | Ирина Тимофеева Самарская область      | 1:09.24 | Алина Иванова Чувашия  | 1:09.47 | Жанна Малькова Самарская область | 1:09.49 |

## Чемпионат России по бегу на 100 км
Чемпионат России по бегу на 100 километров прошёл 6 апреля в Москве.

### Мужчины
| Дисциплина | Золото                      | Золото  | Серебро               | Серебро | Бронза                                | Бронза  |
| ---------- | --------------------------- | ------- | --------------------- | ------- | ------------------------------------- | ------- |
| 100 км     | Анатолий Корепанов Удмуртия | 6:33.18 | Михаил Кокорев Москва | 6:42.50 | Дмитрий Радюченко Саратовская область | 6:45.57 |

### Женщины
| Дисциплина | Золото                               | Золото  | Серебро                     | Серебро | Бронза                               | Бронза  |
| ---------- | ------------------------------------ | ------- | --------------------------- | ------- | ------------------------------------ | ------- |
| 100 км     | Елена Сидоренкова Смоленская область | 8:23.44 | Лариса Семёнова Саха−Якутия | 9:00.17 | Зоя Казаринова Нижегородская область | 9:07.48 |

## Открытый чемпионат России по суточному бегу по стадиону
Чемпионат России по суточному бегу по стадиону прошёл 10—11 мая на стадионе «Энергия» в Москве в рамках VI сверхмарафона «Сутки бегом». На старт вышли 58 легкоатлетов (54 мужчины и 4 женщины).

### Мужчины
| Дисциплина   | Золото                    | Золото    | Серебро                            | Серебро   | Бронза                               | Бронза    |
| ------------ | ------------------------- | --------- | ---------------------------------- | --------- | ------------------------------------ | --------- |
| Суточный бег | Тимур Абзалилов Татарстан | 241 138 м | Данис Фаттахов Ульяновская область | 232 139 м | Геннадий Чечуков Ульяновская область | 231 347 м |

### Женщины
| Дисциплина   | Золото                               | Золото    | Серебро                                   | Серебро   | Бронза                             | Бронза    |
| ------------ | ------------------------------------ | --------- | ----------------------------------------- | --------- | ---------------------------------- | --------- |
| Суточный бег | Елена Сидоренкова Смоленская область | 218 759 м | Светлана Савоськина Волгоградская область | 195 966 м | Флюра Гимаева Свердловская область | 188 482 м |

## Открытый чемпионат России по марафону
Открытый чемпионат России 1997 года по марафону состоялся 18 мая в Москве в рамках Московского марафона «Лужники». Трасса пролегала по территории одноимённого спорткомплекса.

### Мужчины
| Дисциплина | Золото                           | Золото  | Серебро                | Серебро | Бронза                             | Бронза  |
| ---------- | -------------------------------- | ------- | ---------------------- | ------- | ---------------------------------- | ------- |
| Марафон    | Владимир Епанов Пермская область | 2:16.37 | Алексей Коробов Москва | 2:16.42 | Сергей Струганов Иркутская область | 2:16.51 |

### Женщины
| Дисциплина | Золото                                | Золото  | Серебро                 | Серебро | Бронза                          | Бронза  |
| ---------- | ------------------------------------- | ------- | ----------------------- | ------- | ------------------------------- | ------- |
| Марафон    | Анфиса Косачёва Новосибирская область | 2:35.09 | Любовь Моргунова Москва | 2:35.29 | Лариса Маликова Санкт-Петербург | 2:37.38 |

## Открытый чемпионат России по многоборьям
Победители открытого чемпионата России по многоборьям 1997 года определились 21—22 мая в Краснодаре.

### Мужчины
| Дисциплина  | Золото                              | Золото    | Серебро                              | Серебро    | Бронза                             | Бронза    |
| ----------- | ----------------------------------- | --------- | ------------------------------------ | ---------- | ---------------------------------- | --------- |
| Десятиборье | Александр Авербух Иркутская область | 8084 очка | Валерий Белоусов Ставропольский край | 8066 очков | Сергей Никитин Кемеровская область | 7772 очка |

### Женщины
| Дисциплина | Золото                     | Золото     | Серебро                                | Серебро    | Бронза                           | Бронза     |
| ---------- | -------------------------- | ---------- | -------------------------------------- | ---------- | -------------------------------- | ---------- |
| Семиборье  | Ирина Вострикова Татарстан | 6390 очков | Татьяна Гордеева Волгоградская область | 6335 очков | Дина Корицкая Краснодарский край | 6169 очков |

## Открытый чемпионат России по спортивной ходьбе
Открытый чемпионат России по спортивной ходьбе 1997 прошёл 23—24 августа в Чебоксарах.

### Мужчины
| Дисциплина      | Золото                              | Золото  | Серебро | Серебро | Бронза | Бронза |
| --------------- | ----------------------------------- | ------- | ------- | ------- | ------ | ------ |
| Ходьба на 20 км | Дмитрий Есипчук Челябинская область | 1:23.35 |         |         |        |        |
| Ходьба на 50 км | Олег Трошин Москва                  | 3:58.01 |         |         |        |        |

### Женщины
| Дисциплина      | Золото                              | Золото  | Серебро                        | Серебро | Бронза                 | Бронза  |
| --------------- | ----------------------------------- | ------- | ------------------------------ | ------- | ---------------------- | ------- |
| Ходьба на 10 км | Надежда Ряшкина Вологодская область | 44.29   |                                |         |                        |         |
| Ходьба на 20 км | Вера Начаркина Мордовия             | 1:30.31 | Римма Макарова Санкт-Петербург | 1:36.13 | Ольга Маркина Мордовия | 1:36.55 |

## Открытый чемпионат России по полумарафону
Открытый чемпионат России 1997 года по полумарафону состоялся 31 августа в Москве в программе Московского международного марафона мира.

### Мужчины
| Дисциплина  | Золото                              | Золото  | Серебро                  | Серебро | Бронза                                | Бронза  |
| ----------- | ----------------------------------- | ------- | ------------------------ | ------- | ------------------------------------- | ------- |
| Полумарафон | Антон Николеско Саратовская область | 1:05.39 | Геннадий Панин Татарстан | 1:05.40 | Валерий Кузьмин Волгоградская область | 1:05.41 |

### Женщины
| Дисциплина  | Золото                               | Золото  | Серебро                   | Серебро | Бронза                    | Бронза  |
| ----------- | ------------------------------------ | ------- | ------------------------- | ------- | ------------------------- | ------- |
| Полумарафон | Марина Беляева Нижегородская область | 1:12.47 | Светлана Захарова Чувашия | 1:12.54 | Сильвия Скворцова Чувашия | 1:14.00 |

## Чемпионат России по суточному бегу по шоссе
Чемпионат России по суточному бегу по шоссе прошёл 6—7 сентября в Санкт-Петербурге в рамках 11-го пробега «Испытай себя». Тройка призёров у мужчин показала результаты выше 260 км — одни из лучших результатов в истории страны в суточном беге (и лучшие — для бега по шоссе). Анатолий Кругликов установил новый рекорд пробега (268 400 м), а Владимир Тивиков и Алексей Барсков обновили личные достижения.

### Мужчины
| Дисциплина   | Золото                                | Золото    | Серебро                   | Серебро   | Бронза                   | Бронза    |
| ------------ | ------------------------------------- | --------- | ------------------------- | --------- | ------------------------ | --------- |
| Суточный бег | Анатолий Кругликов Смоленская область | 268 400 м | Владимир Тивиков Марий Эл | 263 900 м | Алексей Барсков Мордовия | 261 432 м |

## Состав сборной России для участия в чемпионате мира
По итогам чемпионата и с учётом выполнения необходимых нормативов, в состав сборной для участия в чемпионате мира в Афинах вошли:
Мужчины
100 м: Андрей Федорив, Александр Порхомовский.

200 м: Андрей Федорив.

Эстафета 4х400 м: Руслан Мащенко, Иннокентий Жаров, Дмитрий Головастов, Михаил Вдовин, Дмитрий Бей.

800 м: Сергей Кожевников.

1500 м: Андрей Задорожный, Вячеслав Шабунин.

5000 м: Сергей Дрыгин.

Марафон: Эдуард Тухбатуллин.

3000 м с препятствиями: Владимир Пронин.

110 м с барьерами: Андрей Кислых — имел освобождение от отбора, Ярослав Фёдоров — позднее снялся с соревнований.

400 м с барьерами: Руслан Мащенко — имел освобождение от отбора, Владислав Ширяев.

Прыжок в высоту: Сергей Клюгин — имел освобождение от отбора.

Прыжок с шестом: Максим Тарасов — имел освобождение от отбора, Вадим Строгалёв, Евгений Смирягин.

Прыжок в длину: Кирилл Сосунов — имел освобождение от отбора, Андрей Игнатов, Станислав Тарасенко — позднее снялся с соревнований.

Тройной прыжок: Денис Капустин — имел освобождение от отбора, Андрей Куренной, Василий Соков.

Толкание ядра: Вячеслав Лыхо.

Метание диска: Александр Боричевский, Сергей Ляхов.

Метание молота: Вадим Херсонцев — имел освобождение от отбора, Василий Сидоренко, Илья Коновалов.

Метание копья: Сергей Макаров, Андрей Моруев.

Десятиборье: Лев Лободин — имел освобождение от отбора, Александр Авербух — позднее снялся с соревнований.

Ходьба 20 км: Михаил Щенников, Илья Марков, Владимир Андреев.

Ходьба 50 км: Олег Ишуткин, Алексей Воеводин, Николай Матюхин.
Женщины
100 м: Наталья Игнатова, Наталья Воронова.

200 м: Марина Транденкова — имела освобождение от отбора, Екатерина Лещёва, Наталья Воронова.

Эстафета 4х100 м: Марина Транденкова, Екатерина Лещёва, Галина Мальчугина, Наталья Воронова, Наталья Игнатова, Ольга Повтарёва.

400 м: Татьяна Алексеева, Татьяна Чебыкина, Ольга Котлярова.

Эстафета 4х400 м: Татьяна Алексеева, Татьяна Чебыкина, Юлия Тарасенко, Ольга Котлярова, Наталья Шевцова, Екатерина Куликова.

800 м: Елена Афанасьева — имела освобождение от отбора, Любовь Цёма.

1500 м: Светлана Мастеркова, Маргарита Марусова, Ольга Нелюбова.

5000 м: Елена Копытова.

10 000 м: Лидия Василевская — позднее снялась с соревнований.

Марафон: Елена Раздрогина, Алина Иванова, Ирина Тимофеева, Анфиса Косачёва.

100 м с барьерами: Светлана Лаухова — имела освобождение от отбора, Юлия Граудынь, Ирина Коротя.

400 м с барьерами: Екатерина Бахвалова, Анна Кнороз.

Прыжок в высоту: Татьяна Моткова — имела освобождение от отбора, Ольга Калитурина, Юлия Ляхова.

Прыжок в длину: Нина Переведенцева — имела освобождение от отбора, Людмила Галкина, Елена Донькина.

Тройной прыжок: Анна Бирюкова, Елена Донькина, Наталья Каюкова.

Толкание ядра: Анна Романова, Светлана Кривелёва, Ирина Коржаненко.

Метание диска: Наталья Садова — имела освобождение от отбора, Лариса Короткевич.

Метание копья: Оксана Овчинникова — имела освобождение от отбора, Татьяна Шиколенко.

Семиборье: Светлана Москалец — имела освобождение от отбора, Ирина Вострикова, Татьяна Гордеева.

Ходьба 10 000 м: Ирина Станкина — имела специальное приглашение ИААФ как действующая чемпионка мира, Елена Николаева, Олимпиада Иванова, Ольга Панфёрова.